# Ciudad Piar
Ciudad Piar – miasto w Wenezueli, w stanie Bolívar.